# (3433) Fehrenbach
(3433) Fehrenbach (1963 TJ1) – planetoida z pasa głównego asteroid okrążająca Słońce w ciągu 3,71 lat w średniej odległości 2,4 j.a. Odkryta w Goethe Link Observatory 15 października 1963 roku.